# Soyo (Indonesië)
Soyo is een bestuurslaag in het regentschap Gayo Lues van de provincie Atjeh, Indonesië. Soyo telt 335 inwoners (volkstelling 2010).